# Plaza de los Milagros
La plaza de los Milagros, «Piazza dei Miracoli», en italiano), nombre con el cual es conocida la plaza de la Catedral («Piazza del Duomo»), es una amplia área amurallada en el corazón de la ciudad de Pisa, Toscana (Italia) renombrada como uno de los principales centros de arte medieval del mundo. En parte pavimentada y en parte cubierta de hierba, está dominada por cuatro grandes edificios religiosos: El Duomo, la Torre inclinada de Pisa, (campanario de la catedral), el Baptisterio y el  Campo Santo (cementerio). 

## La plaza
El nombre de «Piazza dei Miracoli» fue acuñado por el escritor y poeta italiano Gabriele d'Annunzio quien, en su novela Forse che sì forse che no (Puede que sí, puede que no) de 1910, la describió así:

L’Ardea roteò nel cielo di Cristo, sul prato dei Miracoli.

que significa: «El Ardea rotó sobre el cielo de Cristo, sobre el prado de los Milagros.» A menudo la gente tiende a confundir el término con Campo dei Miracoli («Campo de los Milagros»). Este último es un campo ficticio que aparece en el cuento Pinocho, donde una moneda de oro hace crecer un árbol de monedas.
En 1987 la plaza fue declarada Patrimonio de la Humanidad por la Unesco.

### Duomo(catedral)
El corazón de la plaza de los Milagros es el Duomo, la catedral medieval dedicada a la Asunción de la Virgen (Santa Maria Assunta, en italiano). Es una basílica de cinco naves con un transepto de tres naves. Es una iglesia Primada, siendo el Arzobispo de Pisa Primado de Córcega y Cerdeña.
Se empezó a construir en 1063 por el arquitecto Buscheto y originó el distintivo estilo románico pisano en arquitectura. Los mosaicos del interior muestran una fuerte influencia bizantina, mientras que los arcos apuntados indican la influencia islámica.
La fachada, de mármol gris y piedra blanca con discos de mármol coloreado fue construida por el maestro Rainaldo, como se indica en una inscripción sobre la puerta central: Rainaldus prudens operator. 
Las enormes puertas principales, de bronce, se realizaron en los talleres de Giambologna, pero en el pasado los visitantes entraban por la Porta di San Ranieri (Puerta de san Rainiero), enfrente de la Torre Inclinada. Fue realizada alrededor de 1180 por Bonanno Pisano, también autor de la puerta principal en la fachada de la Catedral, destruida en el incendio de 1595.

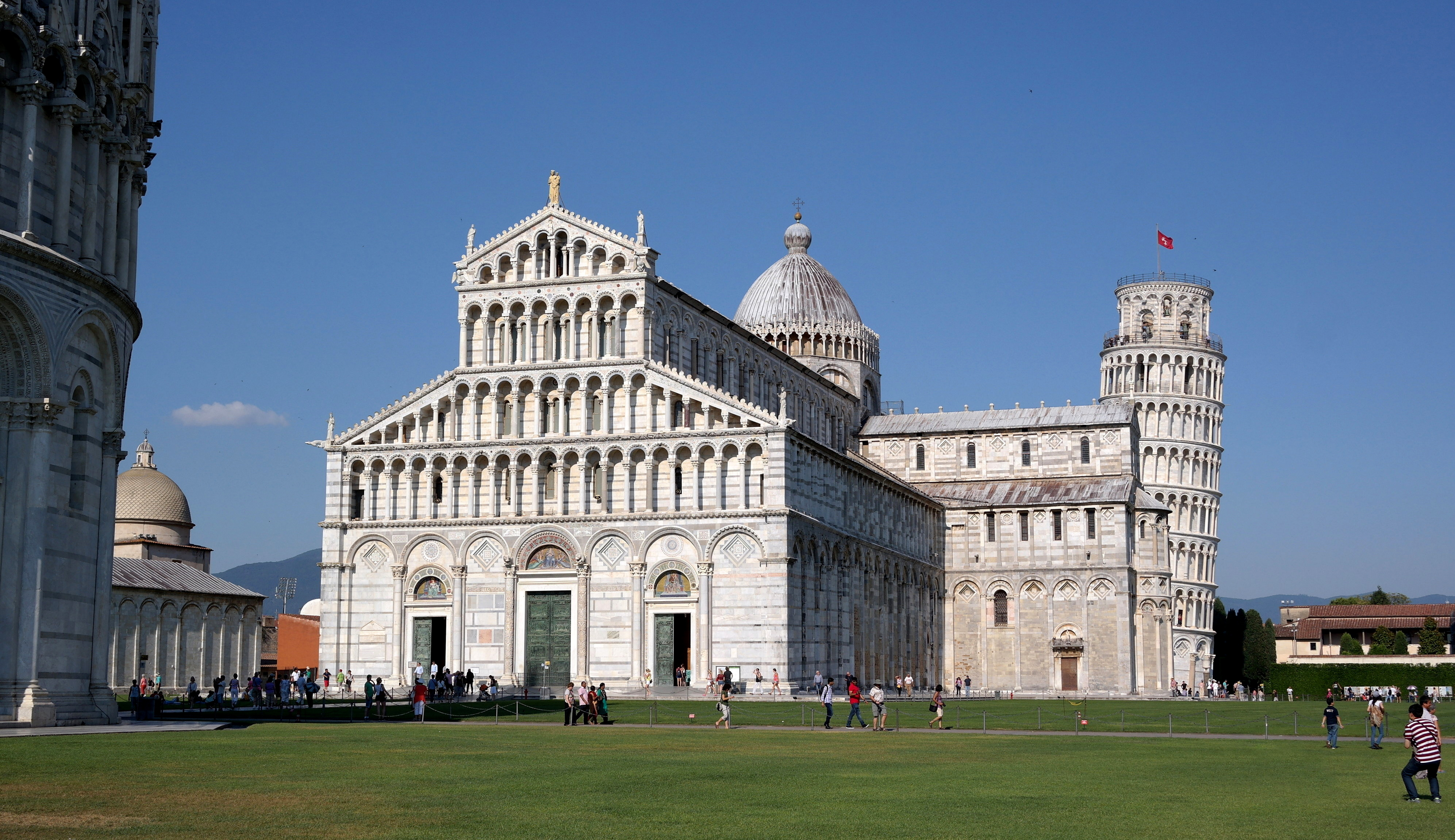
El Duomo y la Torre.

Por encima de las puertas hay cuatro filas de galerías abiertas con estatuas en lo alto de la Virgen con Niño y, en las esquinas, los Cuatro evangelistas. 
En la fachada figuran inscripciones sobre las empresas de Pisa, sobre todo la conquista de Palermo tras la cual fue construida la catedral. En el lado izquierdo se encuentra el único sarcófago romano que todavía forma parte del templo: la tumba del arquitecto Busketo.
Un tiempo toda la Catedral estuvo rodeada por sarcófagos romanos, tumbas de personajes ilustres. Entre los siglos XVIII y XIX se decidió trasladarlas al Campo Santo, con la única excepción de la mencionada tumba de Busketo.
En la fachada se encuentra también la inscripción sobre la reina de Mallorca que, junta a su hijo, fueron traídos a Pisa tras la conquista de las Islas Baleares.
El interior está cubierto de mármol blanco y negro y tiene una techumbre dorada y una cúpula con frescos. Fue ampliamente redecorada después de un incendio en 1595, que destruyó la mayor parte de las obras de arte medievales.
El impresionante mosaico del ábside, de Cristo en majestad flanqueado por la Virgen y san Juan Evangelista, sin embargo, sobrevivió al incendio. Recuerda a los mosaicos de la iglesia de Monreale (Sicilia). Aunque se dice que el mosaico era obra de Cimabue, sólo la cabeza de San Juan es obra de este artista (1302) y fue su última obra, puesto que murió en Pisa ese mismo año. La cúpula, en el crucero de la nave con el transepto, fue decorada por Riminaldi mostrando la ascensión de la Virgen. Se cree que Galileo formuló su teoría sobre el movimiento de un péndulo al ver el balanceo del incensario que colgaba del techo de la nave (no el actual). Esa lámpara de incienso, más pequeña y simple que la actual, está actualmente conservada en el Camposanto, en la capilla Aulla. Las enormes columnas corintias de granito entre la nave y el pasillo provienen originariamente de la mezquita de Palermo, capturada por los pisanos en 1063.
El techo de artesonado de la nave fue reemplazado después del incendio de 1595. La techumbre actual, decorada con oro, muestra el escudo de armas de los Médici.
El elaborado púlpito tallado (1302-1310), que también sobrevivió al fuego, es obra de Giovanni Pisano y es una de las obras maestras de la escultura medieval. Fue almacenado durante la redecoración y no se redescubrió e instaló de nuevo hasta el año 1926. El púlpito está apoyado en columnas lisas (dos de las cuales están montadas sobre esculturas de león) en un lado y en el otro por cariátides y un telamón: este último representa a San Miguel, los Evangelistas, las cuatro virtudes cardinales flanqueando a la Iglesia, y una representación franca y naturalista de un Hércules desnudo. Un plinto central con las artes liberales apoya a las cuatro virtudes teologales.

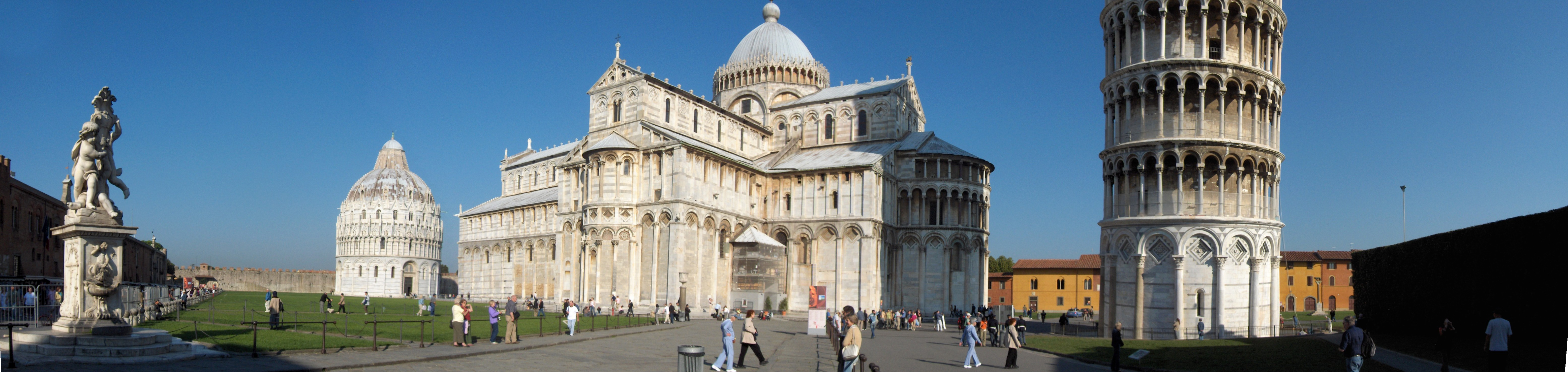
Vista panorámica de la plaza.

La reconstrucción actual del púlpito no se corresponde con el original. Hoy está en una ubicación distinta, alejado del altar principal, y las disposiciones de las columnas y los paneles tampoco son los originales. También las escaleras originales (quizá de mármol) se han perdido.[cita requerida]
La parte superior tiene nueve paneles mostrando escenas del Nuevo Testamento, esculpidas en mármol blanco con un efecto de claroscuro y separada por figuras de profetas: la Anunciación, la matanza de los inocentes, la Natividad, la Adoración de los Magos, la Huida a Egipto, la Crucifixión, y dos paneles del Juicio Final.
La iglesia también contiene las reliquias de San Rainiero, el santo patrón de Pisa, y la tumba del sacro emperador romano germánico Enrique VII, esculpido por Tino da Camaino en 1315. Esa tumba, originalmente en el ábside justo detrás del altar mayor, fue desmontada y cambiada de posición muchas veces a lo largo de los años, por razones políticas. Al final, el sarcófago aún está en la catedral, pero algunas de las estatuas se pusieron en el Camposanto o en la parte alta de la fachada de la iglesia. Las estatuas originales están actualmente en el Museo dell'Opera del Duomo. 
El edificio, como varios en Pisa, está también ligeramente ladeado desde su construcción.

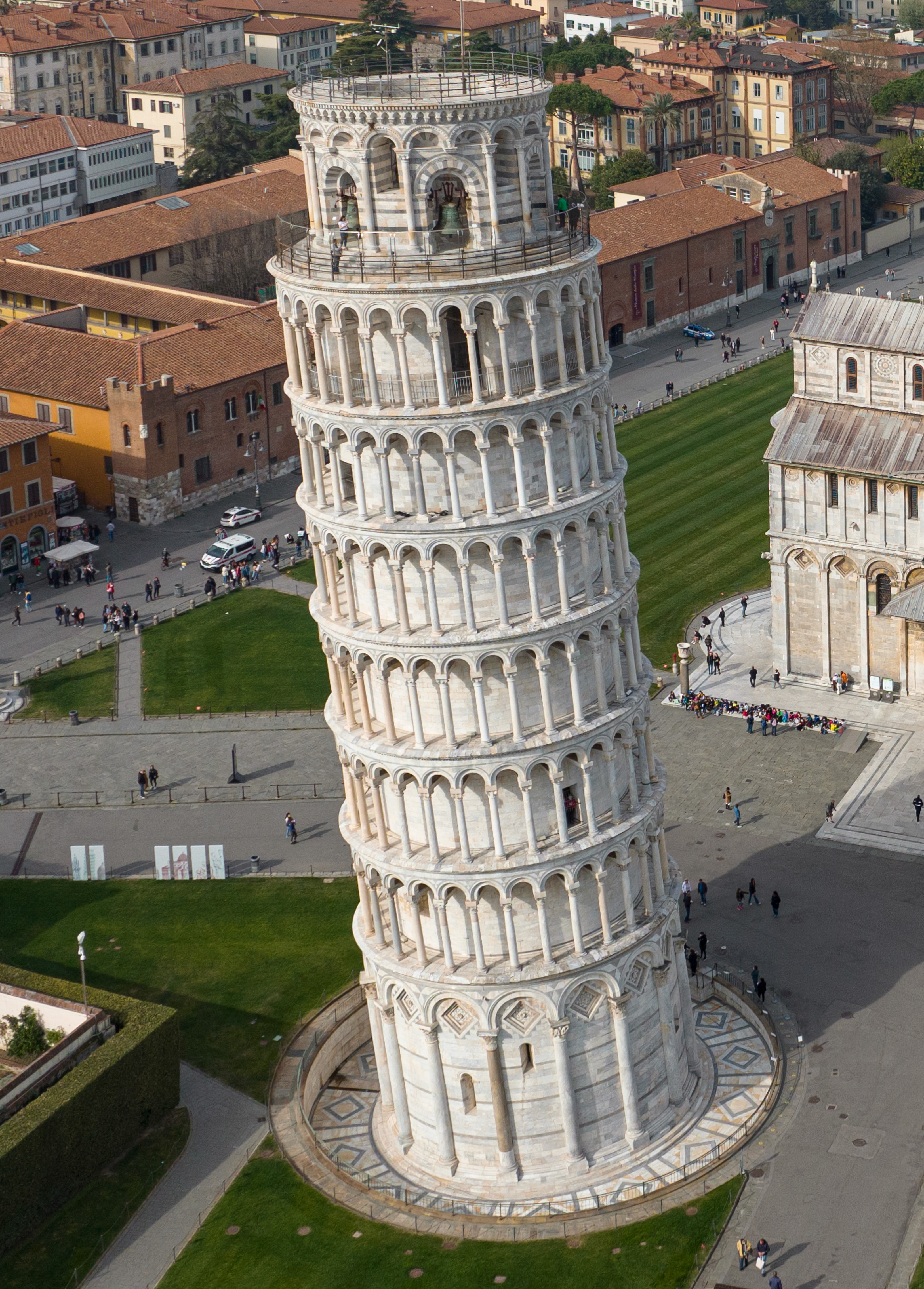
Campanario de Pisa

### Torre inclinada
La «torre inclinada de Pisa» es el campanario de la catedral. Comenzó a inclinarse tan pronto como se inició su construcción en agosto de 1173. La altura de la torre es de 55,7 a 55,8 metros desde la base, su peso se estima en 14.700 toneladas y la inclinación de unos 4° extendiéndose 3,9 m de la vertical. La torre tiene 8 niveles, una base de arcos ciegos con 15 columnas, 6 niveles con una columnata externa y remata en un campanario. La escalera interna en espiral tiene 294 escalones.[cita requerida]
El gobierno de Italia solicitó ayuda el 27 de febrero de 1964 para prevenir su derrumbe, y el 7 de enero de 1990 fue cerrada al público como medida de seguridad. Recientemente fue realizado un trabajo de reconstrucción para tratar de reducir el ángulo de inclinación. Se volvió a permitir la entrada al público el 16 de junio de 2001, después de la finalización de 10 años de trabajo. ( Escuchar el sonido de las campanas.).

### Baptisterio

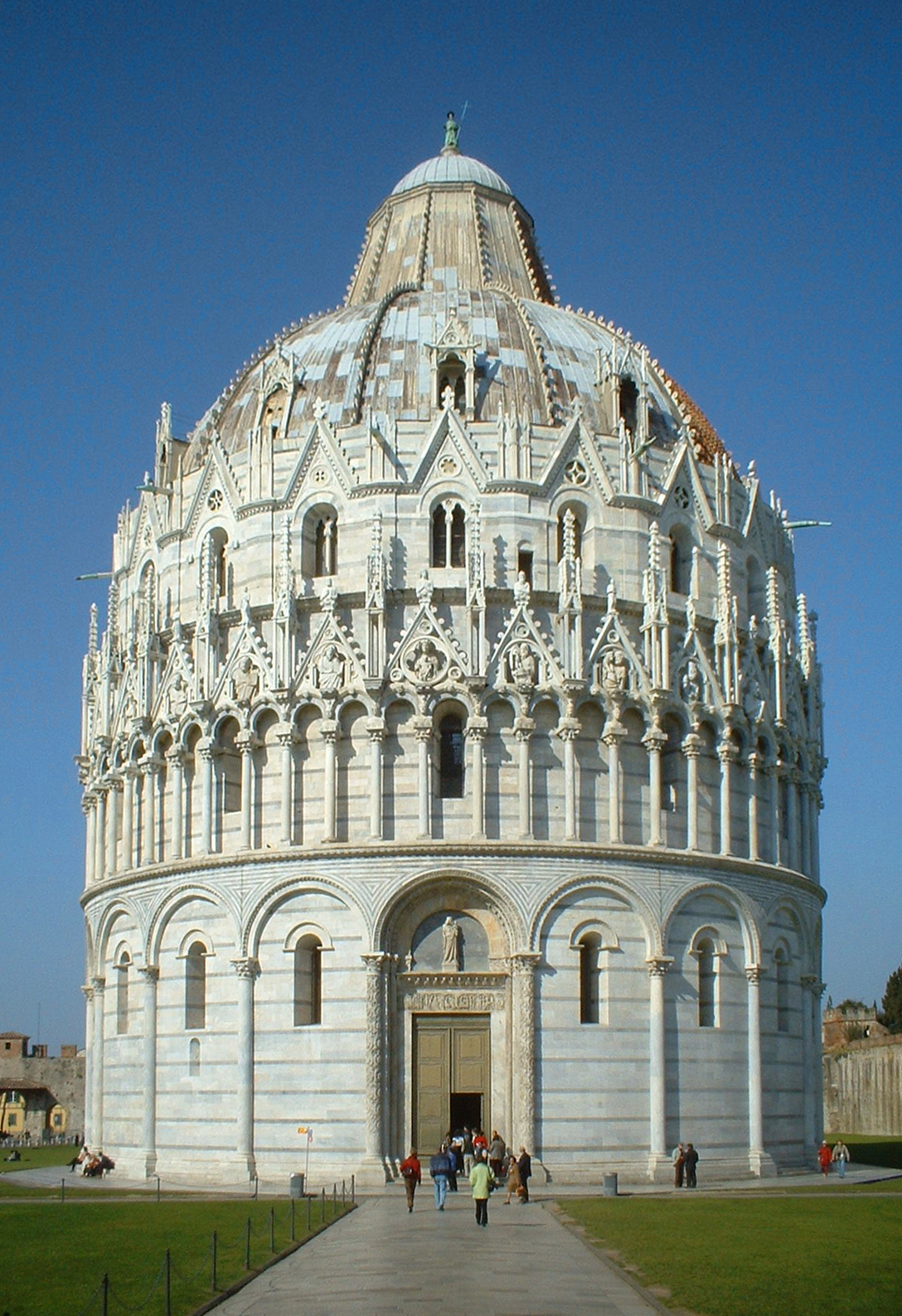
El Baptisterio.

El baptisterio, dedicado a san Juan Bautista, está frente al extremo occidental de la catedral. El edificio se comenzó a mediados del siglo XII: 1153 Mense August fundata fuit haec («En el mes de agosto de 1153 fue aquí fundada...»). Se construyó en estilo Románico por un arquitecto conocido como Deustesalvet («Diostesalve»), quien trabajó también en la iglesia del Santo Sepulcro en la ciudad. Su nombre es mencionado en un pilar interior, como Diotosalvi magister. La construcción, sin embargo, no terminó hasta el siglo XIV, cuando la loggia, la planta superior y la cúpula fueron añadidos en estilo Gótico por Nicola y Giovanni Pisano. 
Es el baptisterio más grande de Italia. Su circunferencia mide 107,25 metros. Contando la estatua de san Juan Bautista (atribuida a Turino di Sano) en la parte superior de la cúpula, es incluso unos centímetros más alto que la Torre Inclinada.
El portal, que queda frente a la fachada de la catedral, está flanqueado por dos columnas clásicas, mientras que las jambas interiores están ejecutadas en estilo bizantino. El dintel está dividido en dos pisos. El inferior representa varios episodios de la vida de san Juan Bautista, mientras que el superior muestra a Cristo entre la Virgen y san Juan Bautista, flanqueados por ángeles y evangelistas.
La inmensidad del interior es impresionante, pero es sorprendentemente sencillo y carece de decoración. Tiene también una acústica destacada.
La pila de agua bendita octogonal en el centro data de 1246 y es obra de Guido Bigarelli da Como. La escultura de bronce de san Juan Bautista en el centro de la pila, es una obra de Italo Griselli.
El púlpito fue esculpido entre 1255 y 1260 por Nicola Pisano, padre de Giovanni Pisano, el artista que realizó el púlpito de la catedral. Las escenas del púlpito, y especialmente la forma clásica del Hércules desnudo, son buen ejemplo de las cualidades de Nicola Pisano como el más importante precursor de la escultura renacentista italiana al restablecer las representaciones antiguas. Por lo tanto, las investigaciones sobre el renacimiento italiano normalmente comienzan con el año 1260, el año en que Nicola Pisano fechó su púlpito.

### Camposanto

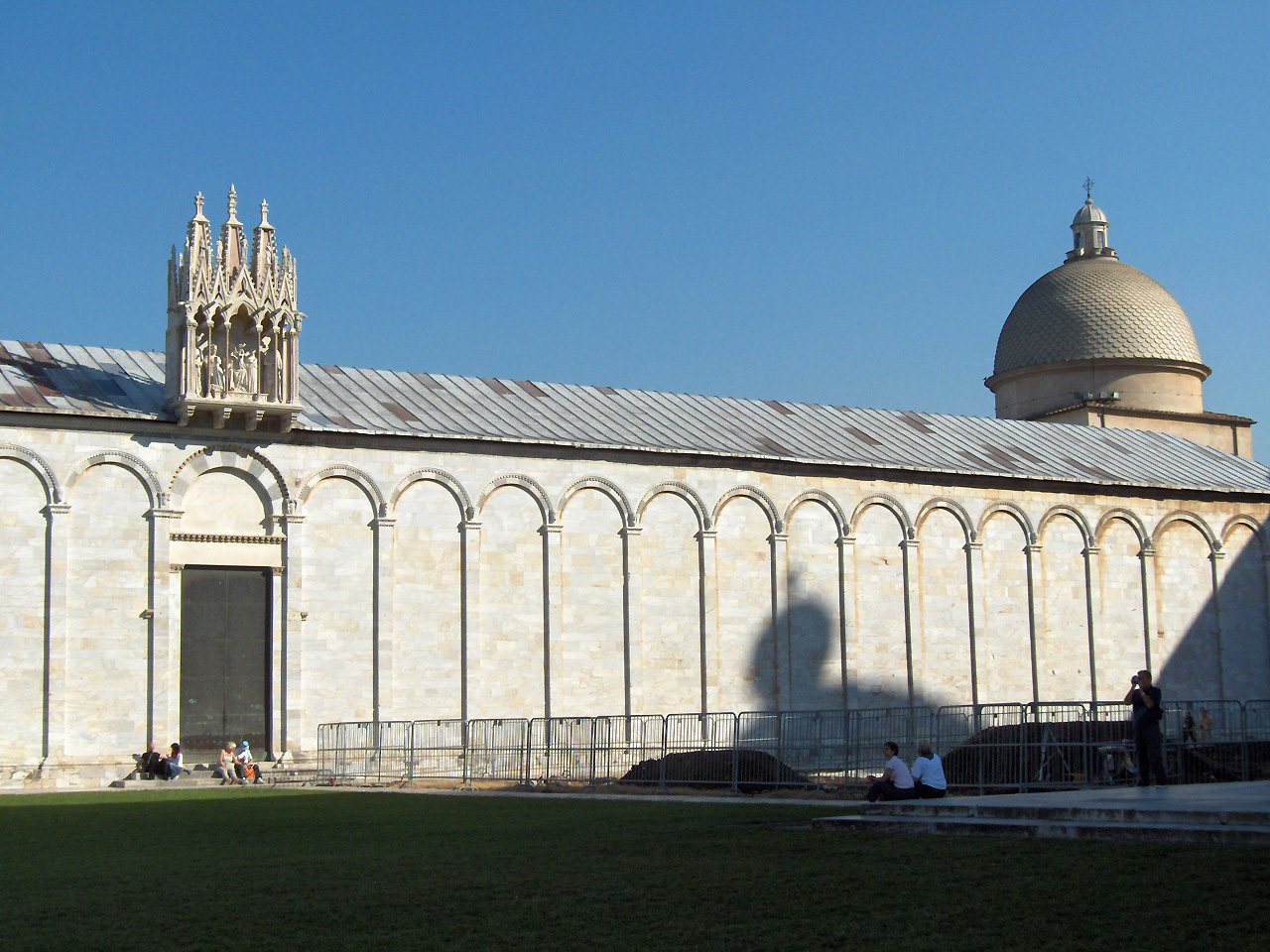
El Camposanto.

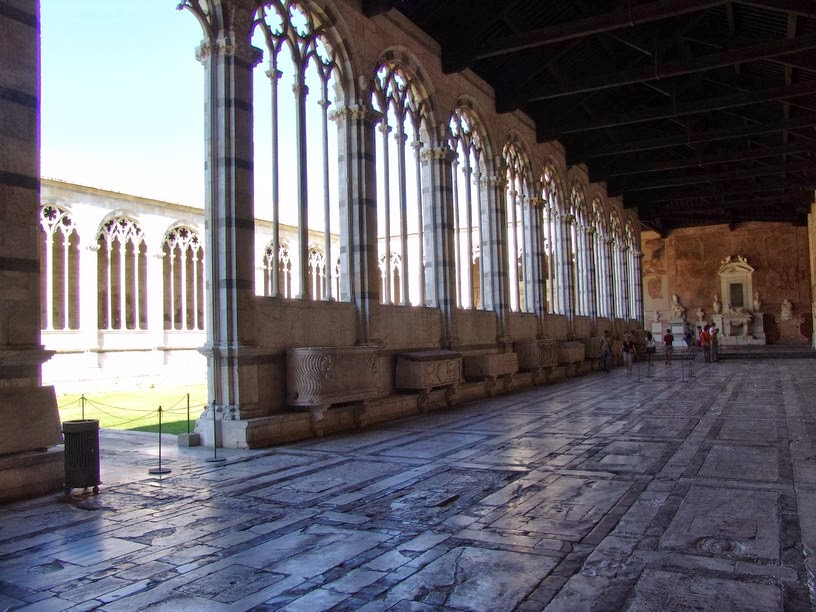
Pasillo en el Camposanto monumental.

El Campo Santo, es el cementerio monumental y queda en el límite norte de la plaza. Es un cementerio tapiado. Se dice que se erigió sobre un cargamento de tierra sagrada procedente del Gólgota, traído a Pisa durante la Cuarta Cruzada por Ubaldo de Lanfranchi, arzobispo de Pisa en el siglo XII del cual deriva su nombre de Campo Santo.[cita requerida] En esa época no se utilizaba llamar los cementerios camposanto y ese sinónimo deriva precisamente del cementerio pisano.
El edificio en sí data de un siglo más tarde y fue erigido sobre las huertas de propiedad del obispo Federico Visconti. Antes de esa fecha los enterramientos se realizaban en el terreno alrededor de la Catedral o en los sarcófagos romanos que formaban parte del perímetro externo de la iglesia misma. El edificio de este claustro enorme, rectangular, en estilo gótico, comenzó en 1278 se supone por el arquitecto Giovanni di Simone y tuvo muchísimas fases constructivas debido a continuos cambios de proyecto. El cementerio solo se terminó en 1464. El muro exterior está compuesto por 43 arcos ciegos. Hay dos entradas principales y una de la capilla. La de la derecha está coronada por un elegante tabernáculo gótico, que custodia a la Virgen María con el Niño, rodeada por cuatro santos. Es obra de la segunda mitad del siglo XIV, de un seguidor de Giovanni Pisano. También el prado central ha sido utilizado como lugar de sepultura, ya que según la leyenda, un cuerpo sepultado en la tierra santa del Gólgota se corrompía en solo 24 horas. El patio interior está rodeado por elaborados arcos de medio punto con finos parteluces y tracería plurilobulada. 
Contiene una amplia colección de esculturas romanas y sarcófagos, pero solo quedan 84. Los muros estuvieron recubiertos de frescos, los primeros de 1360, los últimos de tres siglos más tarde. Las Historias del Antiguo Testamento de Benozzo Gozzoli (siglo XV) estaban en la galería norte, mientras que la arcada meridional era famosa por las Historias del Génesis de Piero di Puccio (finales del siglo XV). El fresco más destacado era el realista Triunfo de la Muerte, obra de Buonamico Buffalmacco. Pero el 27 de julio de 1944 los Aliados lanzaron bombas incendiarias que prendieron fuego al tejado y los cubrió de plomo fundido, destruyéndolos. Desde 1945 las obras de restauración han ido avanzando y actualmente el Camposanto está recuperando su estado original.
Dada la importancia que tenía este lugar, fue una de las metas del Grand Tour en Italia y también el primero de los monumentos del conjunto en la que se exigió una entrada a pago. Eso fue en 1891, antes de la torre que fue puesta a pago solo cinco años después. Los enormes daños recibidos con la guerra y la consiguiente explosión del turismo de masa ha puesto el esplendor del Campo Santo en la sombra.[cita requerida]